# Cuevas de Kavac
Cuevas de Kavac es una garganta rocosa ubicada en el sureste del Auyántepuy en el valle de kamarata, cerca de la aldea indígena de kavac en el parque nacional Canaima, estado Bolívar, Venezuela.

## Características
Cuevas de Kavac posee majestuosas paredes rocosas de hasta 150 metros de altura de impresionantes colores rojizos, verdosos y amarillentos, con una longitud total de 235 metros, esta cueva desprende una gran fuente de agua cristalina y color ámbar a lo largo de la gruta. Al acceder para llegar hasta la salida de la gruta se debe atravesar diversos pozos, algunos son muy profundos y los indígenas de la zona actúan como guías y ayudan a terminar el trayecto.

## Origen
Los orígenes de esta garganta rocosa se remontan a más de 1800 millones de años atrás en el periodo precámbrico,esta cueva fue formada por la erosión del viento, las lluvias y los ríos, geológicamente esta cueva es sumamente extraña, esto debido al mineral del que está compuesta (sílice) y al agente erosivo que creó esta garganta rocosa.

## Nombre
El nombre de esta cueva proviene del ave conocido como Kavac, que significa Loro Real (Amazona ochrocephala)